# Gagea rubicunda
Gagea rubicunda là một loài thực vật có hoa trong họ Liliaceae. Loài này được Meinsh. miêu tả khoa học đầu tiên năm 1878.